# Taïro
Pour le titre au Japon, voir Tairō.
 (septembre 2008).
Si vous disposez d'ouvrages ou d'articles de référence ou si vous connaissez des sites web de qualité traitant du thème abordé ici, merci de compléter l'article en donnant les références utiles à sa vérifiabilité et en les liant à la section « Notes et références ».
 (juillet 2014).
- Si vous ne connaissez pas le sujet, laissez ce bandeau (vous pouvez alors contacter les auteurs).
- Si vous supprimez le contenu mis en cause (vous pouvez préalablement contacter les auteurs),

argumentez précisément cette suppression dans la page de discussion
(un manque de référence n'est pas un argument ; une recherche réelle de référence doit avoir été effectuée, être formellement documentée).
Taïro, de son vrai nom Ismaël Jolé-Ménébhi, né le 5 février 1978 à Paris, est un auteur-compositeur-interprète franco-marocain issu de la scène reggae
dancehall.

## Biographie
Ismaël Jolé-Ménébhi est né à Paris le 5 février 1978, d’un père marocain et d’une mère française ; il était encore très jeune lorsque ses parents se séparèrent. Sa mère, professeur de sociologie, l’éleva seule dans un petit studio dans le Xe arrondissement. Trente ans plus tard, devenu Taïro, il lui dédiera le titre Mama sur son premier album. En ce temps, Ismaël vit une scolarité sans histoire jusqu’à l’âge de 13 ans. Taïro débute tout d'abord au cinéma en 1991, année où il décroche le premier rôle du film Le Jeune Werther de Jacques Doillon. Cette même année, des camarades de classe, férus de ragga, l’emmènent voir un concert rue d’Hautepoul dans le XIXe arrondissement, pour la fête de la Jeunesse. Tandis qu’il écoute des toasters qui scandent leurs textes accompagnés par leur soundsystem, Taïro se voit instinctivement et artistiquement à leur place.
À son entrée en seconde, il se consacre autant à la musique qu'a ses études.[Interprétation personnelle ?]. Puis en 1993, il crée son groupe de musique, les Youthmen Ten. C'est à cette époque qu'il choisit le pseudonyme de « Taïro » (« Tyro ») qui signifie « novice » ou « débutant » en anglais. Durant le milieu des années 1990, Taïro et son collectif se font remarquer dans leurs premiers sound systems. En 1996, il apparaît, sous le pseudo Wicked Dread, en featuring avec Appollo G sur le titre Quel F*cky du groupe Section Fu, un extrait de l'EP Mortal Kombat. Au début des années 2000, Les Youthmen Ten se séparent.
Le CD instrumental Watermelon Man, de Herbie Hancock, qu’il apporte en soirée pour chanter approximativement ses premiers textes, est remplacé par de grands classiques jamaïcains achetés chez Patate Records et Blue Moon[réf. nécessaire]. Taïro dit avoir choisi le reggae car il se sent proche de cette musique qui porte la parole de ceux qui ne l’ont pas, exactement comme l’avait fait son père en militant avec les étudiants marocains en 1968 alors qu’il était président de l’UNEM (Union Nationale des Étudiants Marocains)[Interprétation personnelle ?].
En 1998 il est invité par Pierpoljak sur son double album +2coeur=soleil.
Akhenaton, qui organise le casting de la bande originale du film Taxi 2, le remarque et lui donne l'occasion de participer au projet du collectif éphémère One Shot (collectif) en lui donnant un titre solo (L'homme n'est qu'un apprenti), une combinaison avec Daddy Nuttea (Trop de polémiques) et d'autres morceaux. Mais c'est le titre "Millénaire" avec Daddy Nuttea, Faf Larage, Disiz, Jalane et Vasquez Lusi qui sera un grand succès et fera découvrir Taïro au grand public. Il fera ensuite des apparitions sur les albums de Disiz, Nuttea ou Assassin. Il fait par ailleurs énormément de concerts, notamment avec Assassin sur toute la tournée Touche d’Espoir.
En 2002 Pierpoljak l'invite en Jamaique dans les studios Tuff Gong.
En 2004, le titre « Elle Veut » en duo avec Flya extrait de la compilation « Dis l’heure 2 Ragga » réalisée par Passi fut l’un des tubes de l’été 2004. À noter également, 3 ans plus tard, il collaborera avec Faf Larage pour un autre single remarqué, « C’est de l’or ».
Début 2009, Taïro sort son tout premier album Chœurs et Âme, des chansons dans lesquelles il dévoile une facette de sa personnalité, avec notamment les hits "Jamais eu" et "Je ne t'aime plus".
En 2011, il sort la Street Tape vol.2 avec les singles "Bonne weed" et "Une seule vie" qui remportent un grand succès. Le succès de ces titres l'emmènera à signer chez Polydor pour son deuxième album "Ainsi soit-il" qui verra le jour en juillet 2013. La consécration est totale avec son second album. Le 23 novembre 2013, il se produit à l'Olympia
 pour présenter son album, accompagné entre autres de Tiwony, Merlot et du rappeur Youssoupha..
En 2016 Taïro sort Reggae français, son troisième opus qu'il produit entièrement lui-même et qui verra des titres tels que "Bon vieux temps", "Rendez-vous", "Jet lag" être chaleureusement accueilli par le public.[réf. nécessaire]

## Filmographie
- 1992 : Le Jeune Werther
- 2018 : Dunk
- 2022 : 360 Partie 1